# Teoria del restauro
Teoria del restauro è una raccolta di saggi di metodologia artistica di Cesare Brandi, frutto delle lezioni tenute dall'Autore.

## Caratteristiche
Il volume nasce dal lavoro svolto dall'autore all'Istituto Centrale del Restauro, fondato nel 1939, ed è una raccolta organica delle lezioni e degli scritti di Brandi in quell'epoca, in cui sottolinea i criteri che ne hanno ispirato l'attività e i risultati.
Ne risulta così un'opera di notevole importanza, la cui funzione è stata peraltro riconosciuta dalla Carta del Restauro del 1972, che si ispira fedelmente al volume in questione.

## Struttura
L'opera è suddivisa nei seguenti otto capitoli:
1. Il concetto di restauro;
2. La materia dell'opera d'arte;
3. L'unità potenziale dell'opera d'arte;
4. Il tempo riguardo all'opera d'arte e al restauro;
5. Il restauro secondo l'istanza della storicità;
6. Il restauro secondo l'istanza estetica;
7. Lo spazio dell'opera d'arte;
8. Il restauro preventivo.

Seguono sette capitoletti d'appendice, e il testo della citata Carta del Restauro 1972.

## Contenuti
All'epoca della pubblicazione la commissione Franceschini andava a definire maggiormente le modalità per la tutela dei beni artistici con la proposta di censimento del patrimonio e un'organizzazione più efficiente degli apparati statali preposti. L'anno seguente si emanerà un'indagine sul territorio italiano dall'eloquente titolo “Per la salvezza dei beni culturali”.
In questo periodo, di grande sviluppo e boom edilizio, in Italia vi era il serio pericolo di distruzione di un gran numero di beni architettonici e paesaggistici.
È in questo clima che si pone la premessa fondamentale del pensiero di Brandi, la sua definizione di restauro:
“Il restauro costituisce il momento metodologico del riconoscimento dell'opera d'arte nella sua consistenza fisica e nella duplice polarità estetica e storica, in vista della sua trasmissione nel futuro”
Il riconoscimento di un'opera d'arte in quanto tale è il punto su cui verte tutto, in mancanza di questo riconoscimento, effettuato tramite processi mentali preconcettuali insiti nell'animo umano, non si può parlare di intervento di restauro in quanto tale, ma solo di possibile ripristino della piena funzionalità di un oggetto.
L'opera d'arte è universale indipendentemente dal tempo e dalle mode in cui è stata creata.
Brandi parla di una struttura ritmica del tempo dell'opera d'arte dividendola in tre momenti:
- la durata, il tempo del concepimento e creazione dell'opera d'arte;
- l'intervallo, periodo tra la creazione e il riconoscimento dell'opera d'arte in quanto tale;
- l'attimo, il momento di folgorazione della coscienza nel riconoscimento dell'opera d'arte.

I prodotti dell'attività umana sono divisi in due grandi categorie: i prodotti industriali e le opere d'arte. Le opere d'arte hanno due caratteristiche che le definiscono: l'istanza estetica, che deriva dalla artisticità dell'opera d'arte, e l'istanza storica, che la qualifica come prodotto nato in un certo periodo storico e luogo e “vivente” in un tempo e luogo attuali. Non è possibile modificare il tempo, quindi l'opera si manifesta tramite una sua "astanza", parola che indica l'irriducibilità dell'opera d'arte a qualunque contenuto che non sia il suo essere qui ed ora, e una "flagranza", ossia la propria struttura fisica. L'opera d'arte attraversa la storia non perdendo mai la sua vitalità perché non è il lato artistico che si può rovinare col tempo, ma solo la materia con cui è fatta. Quindi il restauro deve intervenire solo sulla materia dell'opera “mirando al ristabilimento dell'unità potenziale dell'opera d'arte, purché ciò sia possibile senza commettere un falso artistico o un falso storico, e senza cancellare ogni traccia del passaggio dell'opera d'arte nel tempo.”
La materia dell'opera d'arte è da intendere sotto due ottiche diverse: la struttura di cui essa è composta e l'aspetto che assume con la sua forma.
Il concetto di unità potenziale è espresso come “unità che spetta all'intero e non unità che spetta al totale” , quindi l'opera d'arte, se disgregata, perde una parte di se stessa intesa come propria potenzialità perché non è considerata come composta da singole parti ma da un tutto, un'unità.
L'opera d'arte può essere restaurata secondo l'istanza della storicità o secondo l'istanza estetica, sarà la coscienza a giustificare quale strada scegliere. 
Brandi cita come oggetto il “rudero”, ossia una vestigia che ha perso gran parte del suo aspetto e rimane come materia, come documento storico. In questo caso non è che applicabile la sola operazione del consolidamento e conservazione.
Le aggiunte effettuate nel corso dei secoli vanno mantenute in quanto testimonianza di civiltà di un dato periodo storico. Questo perché il giudizio di un'opera artistica dipende anche dal gusto del momento storico di chi la guarda: la campagna romana è stata giudicata su aspetti diversi dai classicisti rispetto ai romantici.
Un rudero è comunque un avanzo di opera d'arte che può essere restaurato secondo l'istanza estetica, pur avendo perso la sua unità.
Nel caso di aggiunte occorrerà valutare se esse deturpano o snaturano l'opera e quindi decidere se lasciarle o rimuoverle. Entrerà così in conflitto con l'istanza estetica l'istanza storica e sarà necessario valutare quale ha la prevalenza maggiore. Le aggiunte che hanno acquisito valore di unità non devono essere eliminate in quanto modificherebbero l'opera nella sua unità totale.
Altro problema è la conservazione della patina in quanto bisognerà capire fino a che punto essa prevale sulla struttura e sulla forma della materia, perché essa è come “una sordina” che attutisce il senso dell'immagine, e decidere quindi il grado di tolleranza su cui si può intervenire. Non va completamente rimossa perché cancellerebbe il trascorrere del tempo sull'opera.
In ogni caso non è accettata la copia, falso storico in quanto un tentativo di modificazione arbitrario del tempo.
“L'adagio nostalgico come era, dove era, è la negazione del principio stesso del restauro, è un'offesa alla storia e un oltraggio all'estetica, ponendo il tempo reversibile, e riproducibile l'opera d'arte a volontà.”
Anche lo spazio in cui è nata l'opera gioca un ruolo importante e va mantenuto, in quanto sussiste una continua sinergia tra l'opera d'arte e l'ambiente per cui essa è stata concepita, ponendo il concetto di restauro in un contesto spaziale più ampio.
Ribadendo che il restauro deve interessare la sola materia di cui è fatta l'opera d'arte e sapendo che essa è soggetta al deperimento a causa di elementi esterni (agenti atmosferici, fisici e chimici), limitare la loro azione proteggendo la materia da essi è il primo intervento di restauro: il restauro preventivo.

## Edizioni
- Teoria del restauro, Lezioni raccolte da L. Vlad Borrelli, J. Raspi Serra, G. Urbani, Roma, Edizioni di Storia e Letteratura, 1963.
- Teoria del restauro, Collana Piccola Biblioteca n.318, Torino, Einaudi, 1977, ISBN 978-88-06-15565-0.